# Astragalus flavescens
Astragalus flavescens är en ärtväxtart som beskrevs av Pierre Edmond Boissier. Astragalus flavescens ingår i släktet vedlar, och familjen ärtväxter. Inga underarter finns listade i Catalogue of Life.